# Слабая локализация
Сла́бая локализа́ция (англ. weak localization) — совокупность явлений, обусловленных эффектом квантово-механической интерференции электронов самих с собой в слабо разупорядоченных материалах с металлическим типом проводимости. Явления слабой локализации являются универсальными и проявляются в любых неупорядоченных проводниках — в металлическом стекле, тонких металлических плёнках, системах с двумерным электронным газом и других мезоскопических системах.
Причиной слабой локализации служит изменение скорости диффузии электронов благодаря интерференции электронных волн, многократно рассеивающихся на дефектах кристаллической решётки. При низких температурах, когда сопротивление проводника определяется преимущественно рассеянием на случайном потенциале, который создаётся дефектами, интерференция приводит к квантовым поправкам к классической электропроводности. Экспериментально слабая локализация проявляется явлениями отрицательного магнетосопротивления, то есть нехарактерной для металлов температурной зависимости электрического сопротивления при низких температурах, универсальными флуктуациями проводимости в мезоскопических образцах и другими явлениями.
Происхождение термина «слабая локализация» объясняется тем, что интерференционные явления можно интерпретировать как предвестник андерсоновского перехода металл-диэлектрик, когда при достаточно сильном уровне беспорядка происходит полная локализация электронов.

## История
Эффект слабой локализации — отрицательное магнетосопротивление — экспериментально обнаружил в 1948 году в теллуре сотрудник Института точной механики и вычислительной техники АН СССР Ченцов Г. А. Отрицательное магнетосопротивление в слабых магнитных полях также наблюдалось в аморфных полупроводниках типа кремния и германия. В течение длительного времени (почти 30 лет) его безуспешно пытались объяснить разного рода теориями. Мэлл и Стук предполагали, что отрицательное магнетосопротивление в аморфных полупроводниках связано со вкладом проводимости по локализованным состояниям. Однако эта модель не согласуется с экспериментом при высоких концентрациях носителей. В соответствии с развитой Ютакой Тоязавой (англ. Yutaka Toyozawa) моделью некоторая часть примесных атомов в кристалле может захватывать лишние электроны и, таким образом, приобретать магнитный момент — так называемый локализованный спин. Поскольку спины взаимодействующих электронов могут быть не параллельны, при рассеянии возможна переориентация спина, то есть, возникает дополнительный неупругий механизм рассеяния носителей тока. Во внешнем магнитном поле происходит ориентация спинов по полю, причём доля ориентированных по полю спинов возрастает с увеличением магнитного поля и понижением температуры. В результате неупругий механизм рассеяния частично выключается магнитным полем, что приводит к уменьшению электрического сопротивления. Однако сравнение теоретических расчётов с экспериментом показывает, что для согласия с экспериментом магнитный момент рассеивающего центра должен достигать десятков магнетонов Бора. Адлер предположил простую модель отрицательного магнетосопротивления для двух типов носителей, при этом проводимость складывается из транспорта по локализованным состояниям (прыжковый транспорт) и делокализованным состояниям (транспорт в зоне проводимости). В этом случае магнитное поле может приводить к делокализации локализованных состояний, что увеличивает их подвижность и соответственно проводимость. Однако для количественного объяснения всех экспериментальных данных не существовало удовлетворительной модели.
Выдвигались и другие модели для объяснения отрицательного магнетосопротивления, но они не были обобщающими или базировались на заведомо ложных представлениях об увеличении концентрации носителей тока в магнитном поле. И только в 1979 году это явление было объяснено как универсальное явление, которое наблюдается в любом проводнике при определённых условиях.
Количественная теория слабой локализации была построена в 1981 году группой советских физиков-теоретиков: Борисом Альтшулером, Аркадием Ароновым, Анатолием Ларкиным и Давидом Хмельницким. Она была подтверждена многочисленными экспериментами, а авторы за эту работу в 1993 году получили премию Европейского физического общества. В том же 1981 году Юрий Шарвин и Дмитрий Юрьевич Шарвин обнаружили осцилляции сопротивления в тонкостенном цилиндре при изменении магнитного поля. В 1985 году экспериментальным путём было подтверждено существование слабой локализации для электромагнитных волн. Слабая локализация наблюдается и для других явлений волновой природы, таких как сейсмические волны.

## Теория слабой локализации

### Природа слабой локализации

Возможные траектории электронов в неупорядоченных системах

Слабая локализация возникает из-за интерференции электрона самого с собой благодаря возможности его движения в одну и ту же точку по различным траекториям. До открытия эффектов слабой локализации считалось, что квантово-механические явления интерференции существуют в основном для подвижных электронов в монокристаллах. В первую очередь, это дифракция электронов. Однако выяснилось, что эти явления не только существуют в неупорядоченных системах, но и могут усиливаться в таких системах.
В отличие от кристаллов, где потенциал поля, в котором движутся электроны, меняется периодически, в средах с беспорядком потенциал меняется случайным образом. Электроны, энергия которых меньше максимальных значений потенциала, локализуются в потенциальных ямах, образованных случайным потенциалом. Если длина локализации невелика по сравнению с расстояниями между центрами локализации, электрон в потенциальной яме находится до тех пор, пока тепловые колебания атомов не перебросят его в соседнюю потенциальную яму. Такой перенос электронов называется прыжковым транспортом. Примером материалов, в которых осуществляется прыжковый транспорт, являются аморфные полупроводники.
Электроны с более высокими энергиями не локализуются в случайных потенциальных ямах, а рассеиваются на них. Можно предположить, что среда с беспорядком состоит из хаотично расположенных силовых центров, на каждом из которых электрон рассеивается изотропно, то есть, может с одинаковой вероятностью отклониться на любой угол от первоначальной траектории движения. Если бы электрон был классической частицей, то вероятность обнаружить электрон, рассеянный на хаотически расположенных силовых центрах, не зависела бы от угла рассеяния, однако учёт корпускулярно-волнового дуализма меняет картину.
Предполагается, что за время {\displaystyle t\ll \tau _{\varphi }} ({\displaystyle \tau _{\varphi }} — время сбоя фазы) электрон, рассеиваясь на силовых центрах, например, примесях, переходит из начальной точки 0 в точку с координатой {\displaystyle r}. Он может попасть в эту точку различными путями. В соответствии с общими принципами квантовой механики вероятность этого процесса:
{\displaystyle p{\bigl (}r,t{\bigr )}=\left|\sum A_{i}\right|^{2}=\sum _{i}|A_{i}|^{2}+\sum _{i\neq j}A_{i}A_{j}^{*}\,.}
В этой формуле {\displaystyle A_{i}} — амплитуда вероятности (комплексная величина) движения электрона по {\displaystyle i}-той траектории.

Слабая локализация возникает благодаря возможности движения электронов по замкнутой траектории рассеяния во взаимно противоположных направлениях

Первая сумма в выражении для {\displaystyle p{\bigl (}r,t{\bigr )}} является суммой вероятностей прохождения электроном каждой траектории, вторая описывает интерференцию амплитуд. Интерференция большинства амплитуд не даёт вклада в {\displaystyle p{\bigl (}r,t{\bigr )}}, поскольку их фазы пропорциональны длинам траекторий и из-за разницы этих длин взаимно гасятся. Исключением является только замкнутые траектории. Рассматриваются замкнутые траектории, то есть траектории, по которым электрон возвращается в начальную точку. Разобьём такие траектории на пары с одинаковым набором рассеивающих центров, но с противоположными направлениями движения. Вероятность того, что электрон, рассеявшись на наборе силовых центров, вернётся в исходную точку:
{\displaystyle p{\bigl (}0,t{\bigr )}=|A_{1}+A_{2}|^{2}=\ |A_{1}|^{2}+|A_{2}|^{2}+2\,|A_{1}A_{2}|\,,}
где {\displaystyle A_{1}}, {\displaystyle A_{2}} — амплитуды вероятностей движения электронов по замкнутой траектории в противоположных направлениях обхода контура.
Поскольку фазы этих электронных волн при встрече в точке 0 будут одинаковыми, то с учётом того, что {\displaystyle A_{1}=A_{2}=A}, получается {\displaystyle p{\bigl (}0,t{\bigr )}=|A_{1}+A_{2}|^{2}=4A^{2}} вместо {\displaystyle 2A^{2}}, что было бы без учёта интерференции. Увеличение вероятности для электрона через время {\displaystyle t} быть обнаруженным в точке 0 (по сути, остаться там, откуда началось движение) и называется слабой локализацией.

### Механическая аналогия
Физическую сущность процессов, которые лежат в основе слабой локализации, можно объяснить с помощью гидродинамической аналогии. Пусть кольцеобразный водный канал в одном месте соединён с большим водоёмом. Волна, которая приходит из водоёма, разветвляясь, попадает в оба рукава канала. После разветвления волны в обоих рукавах когерентны. Если затухания волн в канале нет, то обе локальные волны, двигаясь в противоположных направлениях по каналу, обойдут его и встретятся на входе, интерферируя друг с другом.

### Квантовые поправки к проводимости
Увеличение вероятности возврата электронов при диффузии в начальную точку не означает, что диффузия вообще невозможна. Слабая локализация приводит к снижению подвижности частиц, а следовательно к повышению сопротивления.
Значение квантовой поправки {\displaystyle \delta \sigma } к проводимости {\displaystyle \sigma }, обусловленное эффектом слабой локализации, существенно зависит от размерности {\displaystyle d} системы.
Объём, в любой точке которого может находиться электрон в момент времени {\displaystyle t}, составляет {\displaystyle {\bigl (}Dt{\bigr )}^{d/2}}, где {\displaystyle D} — коэффициент диффузии. Объём, из которого электрон за время {\displaystyle dt} может попасть в исходную точку, составляет {\displaystyle \lambda ^{d-1}v_{F}dt} ({\displaystyle \lambda =1/k_{F}} — де-бройлевская длина волны ({\displaystyle v_{F}} — скорость Ферми). Отношение этих объёмов определяет относительное количество электронов, которые побывали в начальной точке за время {\displaystyle dt}. Минимальное время, через которое электрон может вернуться в начальную точку — время упругого рассеяния {\displaystyle \tau }. Максимальное время, через которое он сможет участвовать в интерференции — время сбоя фазы {\displaystyle \tau _{\varphi }}. Таким образом:
{\displaystyle {\frac {\delta \sigma }{\sigma }}=-\int \limits _{\tau }^{\tau _{\varphi }}{v_{F}\lambda ^{d-1}dt \over {\bigl (}Dt{\bigr )}^{d/2}}}.
Для {\displaystyle d=3} (трёхмерный случай):
{\displaystyle {\frac {\delta \sigma }{\sigma }}=-(k_{F}^{2}l{\bigr )}^{-1}{\bigl (}1/l-1/L_{\varphi }{\bigr )}},
где {\displaystyle k_{F}} — радиус сферы Ферми; {\displaystyle l} — средняя длина свободного пробега электрона.
Величина {\displaystyle L_{\varphi }\approx {\sqrt {D\cdot \tau _{\varphi }}}\approx l\cdot {\sqrt {\tau _{\varphi }/\tau }}\gg l} называется диффузионной длиной сбоя фазы.
{\displaystyle L_{\varphi }} является характерным размером, по сравнению с которым определяется размерность {\displaystyle d} системы. Плёнка толщины {\displaystyle b} и металлическая нить диаметра {\displaystyle b} при условии {\displaystyle b\ll L_{\varphi }} являются примерами систем пониженной размерности (двух- и одномерный случай соответственно).
Для {\displaystyle d=2}:
{\displaystyle {\frac {\delta \sigma }{\sigma }}=2(k_{F}l{\bigr )}^{-1}(k_{F}b{\bigr )}^{-1}\ln {\ l \over \ L_{\varphi }}}.
Для {\displaystyle d=1}:
{\displaystyle {\frac {\delta \sigma }{\sigma }}=(k_{F}b)^{-2}\left({l-L_{\varphi } \over l}\right)}.
Анализ поправок гласит, что эффект интерференции тем сильнее, чем ниже размерность системы. {\displaystyle L_{\varphi }} является функцией температуры, поэтому именно через этот параметр квантовые поправки к проводимости зависят от температуры. Поскольку при {\displaystyle T\rightarrow 0} {\displaystyle L_{\varphi }\rightarrow \infty }, то в трёхмерном случае проводимость с понижением температуры стремится к некоторому постоянному значению. Для систем пониженной размерности при приближении температуры к абсолютному нулю квантовые поправки, оставаясь отрицательными, неограниченно растут. Так как проводимость не может быть отрицательной, должно существовать условие применимости приведённых формул для квантовых поправок к проводимости. Таким условием является относительная малость поправок.
Если квантовые поправки к проводимости представить в абсолютной форме, то они будут иметь вид:
{\displaystyle d=3}: {\displaystyle \Delta \sigma _{3}\approx -const+{\frac {e^{2}}{\hbar }}L_{\varphi }^{-1}},
{\displaystyle d=2}: {\displaystyle \Delta \sigma _{2}\approx -2{\frac {e^{2}}{\hbar }}\ln {\frac {L_{\varphi }}{l}}},
{\displaystyle d=1}: {\displaystyle \Delta \sigma _{1}\approx -{\frac {e^{2}}{\hbar }}L_{\varphi }}.
Все они имеют одинаковый масштаб {\displaystyle e^{2}/\hbar }. Эта комбинация атомных констант имеет размерность обратного сопротивления и встречается во всех задачах, связанных со слабой локализацией.

### Отрицательное магнетосопротивление
Магнитное поле «закручивает» траекторию электрона, поэтому с точки зрения классической физики электрическое сопротивление в магнитном поле растёт, то есть наблюдается положительное магнетосопротивление. Однако для материалов, в которых проявляются эффекты слабой локализации, наблюдается отрицательное магнетосопротивление — в магнитном поле их электрическое сопротивление уменьшается.
Эффект отрицательного магнетосопротивления обусловлен разрушением магнитным полем слабой локализации. При прохождении электроном замкнутого контура при наличии магнитного поля перпендикулярного контуру в его волновой функции {\displaystyle \Psi } появляется дополнительный фазовый множитель:
{\displaystyle \Psi \longrightarrow \Psi \cdot \exp \left(\pm {\frac {i\pi BS}{\Phi _{0}}}\right)},
где {\displaystyle \Phi _{0}} — квант магнитного потока;
{\displaystyle BS=\Phi } — магнитный поток через замкнутый контур электронной траектории площадью {\displaystyle S}.
Знак {\displaystyle +} или {\displaystyle -} в показателе экспоненты зависит от направления обхода контура электроном: по или против часовой стрелки. Поскольку электрон может двигаться по замкнутой траектории в противоположных направлениях, после возвращения его в начальную точку возникнет сдвиг фаз {\displaystyle \varphi =2\pi \cdot {\bigl (}\operatorname {\Phi } /\operatorname {\Phi } _{0})}.
Наличие разности фаз означает, что вероятность {\displaystyle p{\bigl (}0,t{\bigr )}} примет вид:
{\displaystyle p{\bigl (}0,t{\bigr )}=|A_{1}+A_{2}|^{2}=\ |A_{1}|^{2}+|A_{2}|^{2}+2\,|A_{1}A_{2}|\cos \varphi }.
При усреднении по разным замкнутым траекториям среднее значение {\displaystyle \cos \varphi } равно нулю, так что интерференционный вклад исчезает, что, собственно, и приводит к снижению сопротивления в магнитных полях. Например, для двухмерного случая при условии {\displaystyle r_{B}\leq L_{\phi }}, где магнитная длина или магнитный радиус равен {\displaystyle r_{B}={\sqrt {\hbar /(2eB)}}}
{\displaystyle \delta \sigma (B)-\delta \sigma (0)\approx {\frac {e^{2}}{\hbar }}\ln {\frac {L_{\phi }}{r_{B}}}\,.}
Для трёхмерного случая соответствующее выражение принимает вид:
{\displaystyle \delta \sigma (B)-\delta \sigma (0)\approx 2{\frac {e^{2}}{\hbar }}\left({\frac {1}{r_{B}}}-{\frac {1}{L_{\phi }}}\right)\,.}

### Осцилляции проводимости в магнитном поле
Интерференционная картина в магнитном поле разрушается благодаря разбросу площадей различных замкнутых траекторий. Если все замкнутые траектории имеют одну и ту же площадь проекции на плоскость, перпендикулярную вектору напряжённости магнитного поля, то интерференционный вклад не исчезнет, а будет осциллировать при изменении напряжённости магнитного поля с периодом {\displaystyle \Delta B=\operatorname {\Phi } _{0}/\operatorname {S} }.
Такую конфигурацию можно реализовать, если, например, на кварцевую нить диаметром {\displaystyle d=}1 ÷ 2 мкм напылить слой металла значительно меньшей толщины, получив тонкостенный цилиндр. Все замкнутые диффузные траектории будут иметь площадь проекции на плоскость, перпендикулярную оси цилиндра, 0 или {\displaystyle \operatorname {\pi } d^{2}/\operatorname {4} }. Магнитное поле, направленное вдоль оси такого цилиндра, на интерференцию траекторий с нулевой площадью проекций влияния не оказывает. В то же время вклад в проводимость вдоль оси цилиндра замкнутых траекторий с площадью проекций, отличной от нуля, осциллирует с изменением магнитного поля.
Подобные осцилляции можно наблюдать не только для образцов специальной формы; они возникают в образцах произвольной формы, но достаточно малого размера. Количество замкнутых траекторий в таких образцах ограничено, поэтому после усреднения интерференционный вклад в проводимость полностью не исчезает. При изменении магнитного поля в таких образцах возникают, так называемые, универсальные флуктуации проводимости (кондактанса).

## Экспериментальное подтверждение слабой локализации
При низких температурах, при которых тепловые колебания атомов относительно малы, электрическое сопротивление металлов должно определяться рассеянием электронов на примесях. До открытия слабой локализации казалось естественным, что сопротивление с повышением температуры должно расти, поскольку тепловые колебания атомов приводят к дополнительному рассеянию носителей тока на фононах. Слабая локализация приводит к аномальной температурной зависимости сопротивления, при которой с повышением температуры сопротивление уменьшается. Это обусловлено тем, что с повышением температуры, кроме упругого рассеяния, всё больший вклад в транспорт вносит неупругое рассеяние электронов на фононах, уменьшая степень когерентности электронных волн и разрушает слабую локализацию. С дальнейшим повышением температуры слабая локализация разрушается полностью и сопротивление начинает расти из-за рассеяния на фононах. Таким образом, на температурной зависимости сопротивления наблюдается минимум. Кроме того, поскольку {\displaystyle L_{\varphi }\sim T^{-1}}, то в области достаточно низких температур для достаточно тонких плёнок должна наблюдаться логарифмическая зависимость квантовой поправки к сопротивлению от температуры. Такое поведение электрического сопротивления плёнок в области низких температур было обнаружено экспериментально, например, в работах и многих других.
Вместе с тем, выявление соответствующего поведения электрического сопротивления определённых материалов при изменении температуры вряд ли можно считать бесспорным доказательством существования в них эффектов слабой локализации, так как подобные температурные зависимости поправок к проводимости даёт и электрон-электронное взаимодействие. Неопровержимые доказательства существования эффектов слабой локализации были получены при изучении поведения электрического сопротивления соответствующих материалов в магнитных полях при температурах существования квантовых поправок к проводимости, в виду того, что на межэлектронную интерференцию магнитное поле практически не влияет. Кроме того, что теория слабой локализации объяснила существование отрицательного магнетосопротивления, экспериментально были обнаружены предсказанные теорией слабой локализации осцилляции сопротивления в цилиндрических плёнках и универсальные флуктуации кондактанса в мезоскопических образцах.

## Слабая локализация электромагнитных волн
Поскольку слабая локализация имеет волновую природу, подобное явление наблюдается не только для электронных волн, но и волн другой природы. Соответствующий аналог слабой локализации был обнаружен для электромагнитных волн: во время экспериментального изучения угловой зависимости интенсивности рассеяния света в суспензиях наблюдался пик рассеяния света, который соответствует рассеянию назад. Если на систему падает плоская когерентная электромагнитная волна, то в каждом акте упругого рассеяния изменяются направление и фаза волны. Рассеяния на случайно распределённых неоднородностях приводят к тому, что рассеянный свет становится полностью некогерентным. Однако каждой волне, рассеянной на некоторой последовательности рассеивающих центров, соответствует волна, которая проходит ту же последовательность в противоположном направлении. Такие волны являются когерентными. Поэтому при рассеянии назад, когда оптические пути и суммарный сдвиг фаз для обеих волн строго одинаковы, наблюдается максимум интенсивности.

## Слабая антилокализация
В системах со спин-орбитальным взаимодействием спин электрона связан с его импульсом. Спины электронов, движущихся по замкнутому контуру в противоположных направлениях, имеют противоположные ориентации. В связи с этим, электронные волны, которые связаны с двумя противоположными направлениями обхода замкнутого контура, интерферируют в начальной точке деструктивно. Этот эффект уменьшает вероятность обратного рассеяния электрона по сравнению с вероятностью рассеяния в других направлениях. Это явление называют слабой антилокализацией. В отличие от слабой локализации, при которой электрическое сопротивление повышается, слабая антилокализация приводит к снижению сопротивления. Слабая антилокализация, подобно слабой локализации, разрушается в магнитном поле.

### Спин-орбитальное взаимодействие
В двух измерениях изменение проводимости при приложении магнитного поля B перпендикулярно плоскости двумерного электронного газа, вызванное либо слабой локализацией, либо слабой антилокализацией, можно описать уравнением Хиками — Ларкина — Нагаоки:
{\displaystyle \Delta \sigma (B)=-{\frac {e^{2}}{2\pi ^{2}\hbar }}\left[\psi \left({\frac {1}{2}}+{\frac {1}{\tau a}}\right)-\psi \left({\frac {1}{2}}+{\frac {1}{\tau _{1}a}}\right)+{\frac {1}{2}}\left(\psi \left({\frac {1}{2}}+{\frac {1}{\tau _{2}a}}\right)-\psi \left({\frac {1}{2}}+{\frac {1}{\tau _{3}a}}\right)\right)\right]\,,}
где: {\displaystyle a=4DeB/\hbar }; {\displaystyle D} — коэффициент диффузии; {\displaystyle \psi } — дигамма функция; а времена {\displaystyle \tau _{1},\tau _{2},\tau _{3}} определяются следующими выражениями:
{\displaystyle {\frac {1}{\tau _{1}}}={\frac {2}{\tau _{so}^{z}}}+{\frac {2}{\tau _{so}^{x}}}+{\frac {2}{\tau _{s}^{x}}}+{\frac {1}{\tau _{in}}}\,,}
{\displaystyle {\frac {1}{\tau _{2}}}={\frac {2}{\tau _{s}^{z}}}+{\frac {4}{\tau _{s}^{x}}}+{\frac {1}{\tau _{in}}}\,,}
{\displaystyle {\frac {1}{\tau _{3}}}={\frac {2}{\tau _{s}^{z}}}+{\frac {4}{\tau _{so}^{x}}}+{\frac {1}{\tau _{in}}}\,,}
где: {\displaystyle \tau _{s}} — время рассеяние на парамагнитной примеси; {\displaystyle \tau _{so}} — время спин-орбитального рассеяния; верхние индексы {\displaystyle ^{x}} и {\displaystyle ^{z}} относятся соответственно к движению параллельно плоскости ДЭГ и перпендикулярно к ней; {\displaystyle \tau _{in}} — время сбоя фазы. Экспериментально слабая локализация и слабая антилокализация наблюдались в двумерном электронном газе в InP; также наблюдался переход от слабой локализации к слабой антилокализации в магнитном поле.
Вместо времён можно перейти эффективным длинам или эффективным магнитным полям, тогда {\displaystyle B_{in}} — эффективное поле фазовой когерентности, которое приблизительно равно магнитному полю, необходимому для разрушения фазовой когерентности, {\displaystyle B_{\text{SO}}} — спин-орбитальное эффективное поле, которое можно считать мерой силы спин-орбитального взаимодействия. В пределе сильного спин-орбитального взаимодействия {\displaystyle B_{\text{SO}}\gg B_{in}}, вышеприведённое уравнение упрощается:
{\displaystyle \sigma (B)-\sigma (0)=\alpha {e^{2} \over 2\pi ^{2}\hbar }\left[\ln \left({B_{in} \over B}\right)-\psi \left({1 \over 2}+{B_{in} \over B}\right)\right]}
Множитель {\displaystyle \alpha } равен −1 для слабой локализации и +1/2 для слабой антилокализации.

### Графен
В графене динамика носителей тока описывается уравнением Дирака с коническим законом дисперсии и частицы обладают киральностью, когда импульс частицы связан с её псевдоспином (характеристика относящаяся к симметрии решётки). Рассеяние на всяком гладком потенциале не изменяет киральности, то есть нормальное падение частицы на потенциальный барьер проходит без рассеяния, то есть отсутствует рассеяние назад — в отличие от обычных металлов. В таком случае в графене должна наблюдаться слабая антилокализация. С другой стороны, атомарные дефекты должны вызывать сильное рассеяние носителей и разрушать фазовую когерентность. В теории слабой локализации в графене учитывается (приблизительная) киральная природа носителей и рассеяние на короткодействующем потенциале. В результате, чтобы учесть изменения фазы волновой функции, вводятся новые характеристические времена: {\displaystyle \tau _{i}} — время рассеяния между различными долинами (в графене их две), характеризующее наличие короткодействующего потенциала в системе, например точечных дефектов; {\displaystyle \tau _{s}} — время рассеяния в одной долине на длиннодействующем потенциале, например, дислокации и кулоновском потенциале от заряженных примесей; {\displaystyle \tau _{w}} — время, связанное с рассеянием в одной долине из-за отличия закона дисперсии носителей от линейного — так называемое тригональное искажение (англ. trigonal warping), которое нарушает симметрию относительно обращения квазиимпульса ({\displaystyle \varepsilon ({\textbf {p}})\neq \varepsilon (-{\textbf {p}})}). Теория предсказывает поправку для проводимости в графене:
{\displaystyle \Delta \sigma (B)={\frac {e^{2}}{2\pi ^{2}\hbar }}\left[F\left({\frac {\tau _{B}^{-1}}{\tau _{\phi }^{-1}}}\right)-F\left({\frac {\tau _{B}^{-1}}{\tau _{\phi }^{-1}+2\tau _{i}^{-1}}}\right)-2F\left({\frac {\tau _{B}^{-1}}{\tau _{\phi }^{-1}+\tau _{i}^{-1}+\tau _{s}^{-1}+\tau _{w}^{-1}}}\right)\right]\,,}
где: функция {\displaystyle F(x)=\ln(x)+\psi (1/2+1/x)}; {\displaystyle \psi } — дигамма функция; {\displaystyle \tau _{B}^{-1}=4eDB/\hbar }; {\displaystyle D} — коэффициент диффузии носителей тока. Экспериментально слабая локализация в графене была продемонстрирована в 2008 году. Наличие слабой антилокализации или слабой локализации в графене зависит от относительной силы рассеивающих потенциалов, характерных времён, связанных с магнитным полем, и времени фазовой когерентности.

## Практическое значение
Кроме теоретического теория слабой локализации имеет и прикладное значение. Представляют практический интерес системы, в которых могут проявляться эффекты слабой локализации, что обусловлено быстрым развитием субмикронной полупроводниковой технологии. Теория слабой локализации стала своеобразным толчком к возникновению мезоскопической физики — относительно нового направления физики твёрдого тела, которое имеет важное прикладное значение. В мезоскопике принципиальным является сравнение размера системы с длиной сбоя фазы электрона. В системах, размер которых не превышает длину сбоя фазы, необходимо рассматривать интерференцию электронных волн. Появилась реальная возможность создания полупроводниковых приборов на основе сугубо квантовых эффектов, характерных для одно- и двухмерных электронных систем. Широкие функциональные возможности таких «квантовых» полупроводниковых элементов позволят существенно расширить возможности элементной базы микро- и наноэлектроники. Слабая локализация оказалась чувствительной к спин-орбитальному взаимодействию и наличию магнитных примесей в материале, что используется для измерения соответствующих времён рассеяния и сбоя фазы.
Не менее важное практическое значение имеет эффект слабой локализации электромагнитных волн. Области его практического использования — оптическая диагностика частиц биологического и искусственного происхождения в таких дисциплинах, как: медицина, биология, химия, экология, нанофизика и нанотехнологии — от детектирования объектов в густом тумане до изучения структуры биологических объектов с помощью видимого света. В астрофизике и геофизике открываются уникальные возможности для изучения вещества планетных систем и других дисперсных сред, таких как облака, атмосферы планет, их кольца, кометы, межпланетная пыль и др., подтверждением чего может служить разработка поляриметрических методов дистанционного зондирования аэрозольных и облачных частиц в атмосфере Земли с самолётов и орбитальных спутников и обоснование концепции фотополяриметра «Aerosol Polarimetry Sensor» (APS) для космической миссии Glory (НАСА).